# Walter Koenig (acteur)

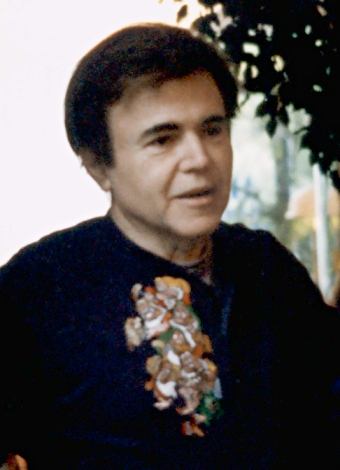
Walter Koenig op FedCon IV in 1996

Walter Marvin Koenig (Chicago (Illinois), 14 september 1936) is een Amerikaans acteur van Joodse komaf. Zijn bekendste rollen zijn die van Pavel Chekov uit Star Trek en Alfred Bester uit Babylon 5.

## Levensloop
Koenigs ouders kwamen uit Litouwen. Toen ze naar Amerika emigreerden, veranderden ze hun naam van Koenigsberg in Koenig. Walter Koenig studeerde aan het Grinnell College in Grinnell, Iowa. Daarna verhuisde hij naar Los Angeles, waar hij afstudeerde in psychologie aan de University of California, Los Angeles (UCLA). Hij trouwde in 1965 met Judy Levitt; samen hebben ze twee kinderen, Josh Andrew en Danielle. Zijn eerste grote rol was die van Pavel Chekov, de navigator van de USS Enterprise NCC-1701 in de eerste Star Trek serie. Zijn bekendste film buiten de Star Trekfilms is de sciencefiction/horrorfilm Moontrap, waarin hij de hoofdrol speelt. Hij speelde ook een rol in de sciencefictionserie Babylon 5; hierin vertolkte hij Alfred Bester van het Psi Corps. In 2012 kreeg Koenig een ster op de beroemde Hollywood Walk of Fame.
Buiten zijn acteerwerk heeft hij ook veel geschreven: films, toneelstukken, televisieseries, biografieën (over zijn Star Trek werk) en het sciencefictionboek Buck Alice and the Actor-Robot.

## Filmografie
Speelfilms
- 1963 - Strange Lovers als Bob Fuller
- 1971 - Goodbye, Raggedy Ann als Jerry
- 1979 - Star Trek: The Motion Picture als Pavel Chekov
- 1980 - The Starlost: The Alien Oro als Oro
- 1982 - Star Trek II: The Wrath of Khan als Pavel Chekov
- 1983 - Antony and Cleopatra als Pompey
- 1984 - Star Trek III: The Search for Spock als Pavel Chekov
- 1986 - Star Trek IV: The Voyage Home als Pavel Chekov
- 1989 - Star Trek V: The Final Frontier als Pavel Chekov
- 1989 - Moontrap als Kolonel Jason Grant
- 1991 - Star Trek VI: The Undiscovered Country als Pavel Chekov
- 1994 - Star Trek VII: Generations als Pavel Chekov
- 1997 - Drawing Down the Moon als Joe Merchant
- 1997 - Sworn to Justice als Dr. Breitenheim
- 2000 - The Privateers als Admiraal Roka
- 2003 - Maximum Surge Movie als Drexel
- 2006 - Mad Cowgirl als Pastoor Dylan

Televisieseries
- 1966 - I Spy als Bobby Seville
- 1967-1969 - Star Trek als Pavel Chekov
- 1976 - Columbo als Sergeant Johnson
- 1994-1998 - Babylon 5 als Alfred Bester
- 1998 - Diagnosis Murder als Quinn Trask
- 2015 - Star Trek: Renegades als Pavel Chekov